# Більше ніж люди
«Більше ніж люди» (англ. More Than Human) — науково-фантастичний роман американського письменника Теодора Стерджена 1953 року. Це перегляд і розширення його раніше опублікованої повісті «Дитині три роки», яка укладена в дужки двома додатковими частинами, написаними для роману («Чудовий ідіот» і «Моральність»). У 1954 році він отримав Міжнародну премію в жанрі фентезі, яку також присуджували творам наукової фантастики. Він був додатково номінований у 2004 році на премію «Ретро Г'юго» за 1954 рік. Критик і редактор наукової фантастики Девід Прінгл включив його до своєї книги «Наукова фантастика: 100 найкращих романів».
У 1978 році компанія Simon & Schuster опублікувала графічну версію роману «Більше ніж люди» під назвою «Heavy Metal Презентує „Більше ніж люди“ Теодора Стерджена». Його проілюстрував Алекс Ніньо, а сценарій написав Даґ Монч.

## Введення сюжету
У романі йдеться про об'єднання шести незвичайних людей із дивними здібностями, здатних «поєднати» свої здібності (сукупність із «змішування» та «сітки»). Таким чином вони можуть діяти як єдиний організм. Вони просуваються до зрілої гештальт-свідомості, яка називається homo gestalt, наступного кроку в еволюції людини.

## Короткий зміст сюжету
Перша частина роману «Казковий ідіот» розповідає про народження гештальта. На початку ми познайомимося зі світом Самотнього, якого називають «Ідіотом», 25-річного чоловіка з телепатичними здібностями, який живе на вулиці. Він знає, що може змусити людей робити те, що він хоче, але ніколи не відчував справжнього людського спілкування. Одного разу він зустрічає Евелін Кью, невинну жінку, яку її владний батько повністю прихистив у віддаленому будинку. Вона перша людина, з якою він розумово і фізично пов'язаний. Батько Евелін дізнається про стосунки і вбиває Евелін і себе. Під час цього випадку Лоне ледь уникає побиття батька; спливаючи кров'ю і майже мертвий, його знаходять і усиновлюють Продди, бідна пара фермерів, і живе з ними близько семи років. Коли місіс Продд завагітніла, пара збирається попросити Лоуна піти, але він робить так, щоб від'їзд був його власною ідеєю. Лоун будує притулок у лісі, і незабаром до нього приєднується троє дітей-втікачів: восьмирічна Дженні з даром телекінетики та близнюки Бонні та Біні, які не можуть говорити, але мають здатність до телепортації. Лоун повертається на ферму, щоб побачити, що місіс Продд померла після народження «монголоїдної» дитини. Змінюючи спогади Продда так, що він думає, що його дружина в подорожі, і вони ніколи не мали дітей, Лоун усиновлює дитину, яка має феноменальні розумові здібності та мислить майже як комп'ютер. Разом Лоун, Джені, близнюки та Бебі утворюють те, що пізніше буде названо homo gestalt. Стара вантажівка Продда завжди загрузла в багнюці, і коли Лоун просить Бебі про рішення, Бебі допомагає Лоуну побудувати антигравітаційний генератор. Він встановлює його у вантажівку Продда, але виявляє, що Продд поїхав до Пенсільванії.
Друга частина роману — «Дитині три роки», дія якої відбувається через кілька років після «Казкового ідіота». Джеррі Томпсон, вуличний хлопичсько, який виріс у жорстоких закладах, можливо, соціопат. Він звертається до психіатра, намагаючись відновити свою пам'ять. Джеррі втік із закладу, і його прийняв Лоун. Вони жили в відремонтованій печері, поки не знайшли покинутий будинок Кью. Лоун загинув у результаті нещасного випадку, а Джеррі згодом став лідером гештальту. Лоун наказав дітям, після його смерті, розшукати сестру Евелін, Аліцію. У її міському домі їх виховували та годували під її опікою. Однак незабаром Джеррі дізнався, що одомашнення та нормалізація послабили їхній гештальт. Він убив Аліцію, і група повернулася до самотнього життя в лісі. У всякому разі, телепатичні здібності Джеррі сильніші, ніж у Лоуна. Його амнезія була спричинена тим, що Алісія випадково передала свої спогади йому в голову під час їхньої першої зустрічі, спровокована її сильною емоційною реакцією на слова «Дитині три роки». Він дізнався про все її життя, включаючи минулі стосунки з Лоуном, за частку секунди. Після допомоги психіатра Джеррі стирає пам'ять про нього.

Третя і завершальна частина роману — «Моральність». Знову ж таки, це відбувається через кілька років після попередньої частини. Лейтенант Гіп (Гіппократ) Барроуз — талановитий інженер, який працював у ВПС США до інциденту, який призвів до його ув'язнення, спочатку в божевільні, а потім у в'язниці. Дженні, тепер уже доросла, дружить з ним і допомагає йому відновити своє здоров'я. Він повільно згадує, що сталося. Він виявив деякі дивні ефекти на зенітному полігоні. Усі тренувальні снаряди, випущені в певній місцевості, були поганими. Барроуз проводить магнітні випробування й нарешті виявляє антигравітаційну машину, яка все ще стоїть на проіржавілій старій вантажівці на сусідній фермі. Джеррі знає про розслідування Гіпа та видає себе за звичайного солдата, який допомагає Гіпу. Коли вони знаходять вантажівку, Джеррі запускає антигравітатор у космос, щоб не дати Гіпу його забрати. Потім він подумки атакує Гіпа, щоб він виглядав божевільним, приводячи його до психічного зриву та амнезії. Джеррі робить це тому, що Малюк поінформував його про наслідки (якщо антигравітація буде виявлена, це призведе або до жахливої війни, або до повного краху світової економіки) і про те, що така важлива річ неодмінно буде відслідкована. За допомогою Джені до Гіпа повертається пам'ять, і вони вирушають до ізольованого будинку К'ю, де тепер знову живе гештальт. Джеррі знову намагається напасти на Гіпа. Натомість він бачить, що Гіп підготувався до цього моменту, уявляючи у своїй уяві кодекс моралі. Це спонукає Гіпа злитися стати останньою частиною гештальту — його совістю. В результаті цього завершення гештальт телепатично вітається і приймається до вже існуючої спільноти інших гештальтів по всьому світу. На завершення Джеррі:
Він бачив себе атомом, а свій гештальт — молекулою. Він бачив цих інших як клітину серед клітин, і він бачив у цілому задум того, чим, з радістю, стане людство.

 Він відчув зростаюче, задушливе почуття обожнювання, і визнав це тим, чим воно завжди було для людства — самоповагою.

## Рецепція
Рецензент Нью-Йорк Таймс Вілліерс Ґерсон назвав роман одним із найкращих за рік, похваляючи його за «поетичну, зворушливу прозу та глибокий аналіз raison d'etre». Ґрофф Конклін описав «Більше, ніж люди» як «шедевр винахідництва… написаний некерованою прозою, яка все ще має поетичну, панхроматичну індивідуальність». Буше та МакКомас високо оцінили його за «кришталево чисту прозу, інтенсивну людську теплоту та глибину психологічного дослідження», а також за «спритний сюжет і безперервний сплеск дії», вважаючи це «одним із найбільш вражаючих доказів але про можливість наукової фантастики як частини основної літератури». П. Шайлер Міллер назвав роман одним із найкращих за рік, сказавши, що Стерджен «має поезію та стиль Бредбері, але ніколи не схудла». Пишучи в Hartford Courant, рецензент Р. В. Воллес похвалив «Більше, ніж люди», сказавши: «За своєю психологічною мудрістю та глибокою людяністю цей роман є одним із найкращих досягнень наукової фантастики». У своїй колонці «Книги» для F&SF Деймон Найт вибрав роман Стерджена як одну з 10 найкращих науково-фантастичних книг 1950-х років.
У 1975 році Р. Д. Маллен заявив, що в «Більше, ніж люди» «[Стерджен] мав тему, яка добре відповідала його талантам і схильностям, [і] в результаті вийшла книга, в якій досить добре уникнуто безглуздості, яка псує більшість його робіт. Це книга не є шедевром, але вона досить близька». Олдісс і Вінгроув виявили, що роман «виходить за рамки своїх власних термінів і стає найбільшим висловом Стерджена щодо однієї з його нав'язливих тем — самотності та способів її лікування». У 2012 році роман було включено до двотомного коробкового набору Бібліотеки Америки «Американська наукова фантастика: дев'ять класичних романів 1950-х» за редакцією Ґері К. Вулфа.